# 小名木川駅
小名木川駅（おなぎがわえき）は、東京都江東区にあった日本貨物鉄道（JR貨物）総武本線貨物支線（通称、越中島支線）の貨物駅（廃駅）である。

## 歴史
- 1929年（昭和4年）3月20日：小岩 - 当駅間の開通と同時に開業[1]。
- 1958年（昭和33年）11月10日：当駅 - 越中島貨物駅間が開業[1]。
- 1987年（昭和62年）4月1日：国鉄分割民営化により、JR貨物の駅となる[1]。
- 2000年（平成12年）
  - 3月11日：貨物列車の設定が廃止。業務は隅田川駅へ移管。
  - 12月2日：廃止[1]。

## 取扱貨物
廃止時点のもの。
- コンテナ貨物
- 車扱貨物

## 駅概要

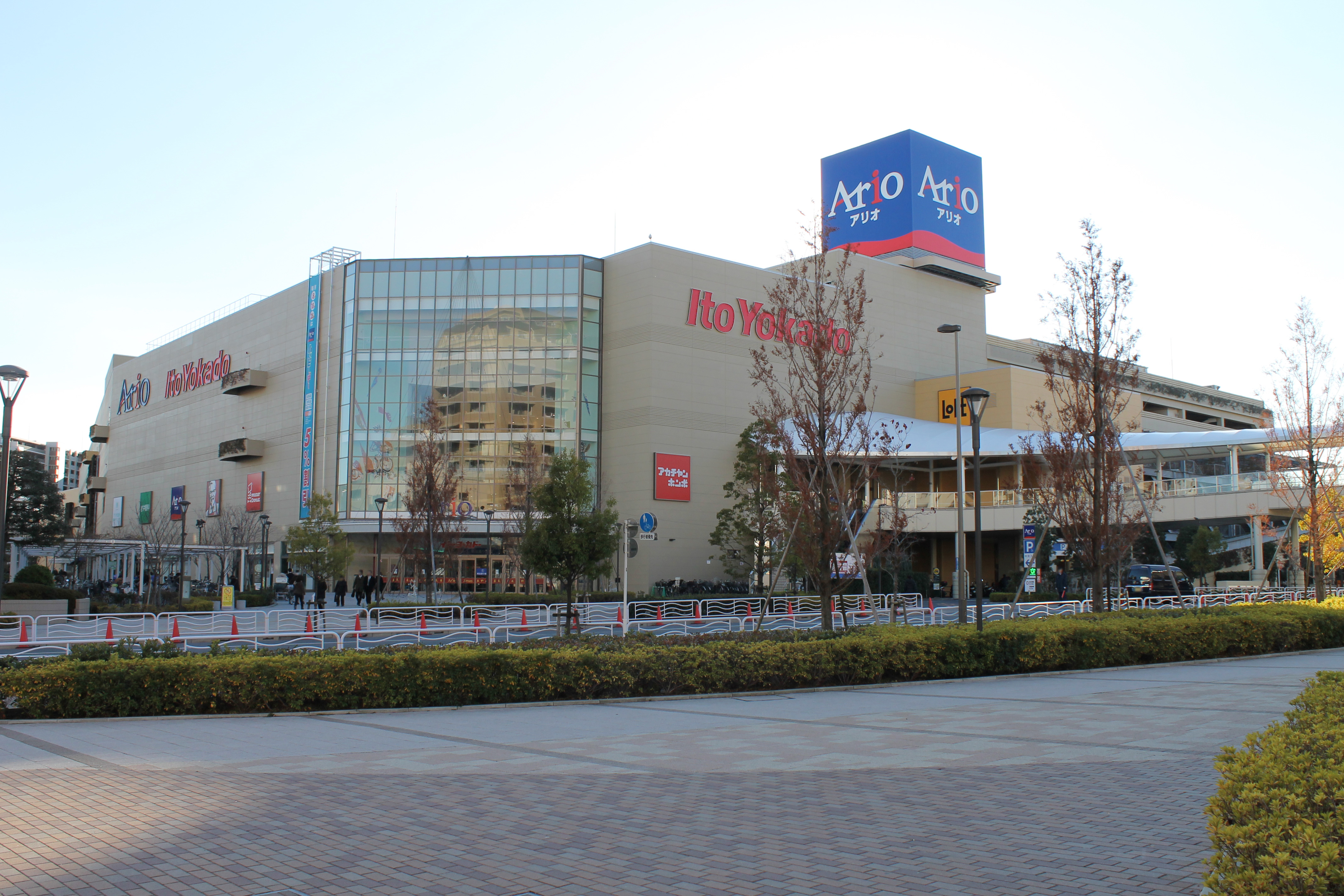
小名木川駅跡地に建つアリオ北砂

総武本線貨物支線の貨物駅として1929年（昭和4年）に開業し、付近を流れる小名木川との水陸の物流連絡として機能した。最盛期には5面のコンテナホーム、6本のコンテナ荷役線、4面の有蓋車用貨物ホーム、6本の貨物荷役線を有していた東京都東部の鉄道貨物輸送の拠点であった。
しかし、貨物輸送形態の変化による取り扱い量減少によって2000年（平成12年）に廃止され、業務は隅田川駅に移管された。
総武本線越中島支線の貨車牽引は、古くは新小岩機関区のD51形などの蒸気機関車、末期は佐倉機関区（後の千葉機関区）DD51形などが担当した。また、当駅の貨車入れ換えや越中島貨物駅への貨車牽引は京葉臨海鉄道へ委託していた時期があり、同社の機関車の姿が見られた。
かつては、貨物輸送の他、都営地下鉄大江戸線の12-000形を木場車庫へ搬入する際に当駅まで甲種車両輸送された。また、付近には車両製造メーカー工場として都内唯一の存在であった汽車製造東京製作所に続く専用線があり、現在の川崎重工業へ合併され工場が閉鎖された1972年まで甲種車両輸送列車の始発駅となっていた時期もあった。151系、181系、153系、157系、165系、101系、103系、113系、115系、455系の他0系新幹線、私鉄・地下鉄公共電車・海外向け車両もここから輸送された。
現在は、再開発により構内の線路・施設のほとんどが撤去され、待避線が残されていて越中島貨物駅の構内扱いとなっている。撤去された部分は現在もJR貨物の所有地であり、一部がジェイアール貨物・不動産開発の管理する月極駐車場となっているほか、2010年6月4日に跡地を活用する形で複合商業施設「アリオ北砂」がオープンした。
なお、廃止後も駅東側にある明治通りの交差点名は「小名木川駅前」のまま現在に至っている。

## 利用状況
駅廃止までの年間発着トン数推移は下記の通り。
| 年度   | 総数       | 総数       | 車扱貨物   | 車扱貨物   | コンテナ貨物 | コンテナ貨物 | 出典   |
| 年度   | 発送トン数 | 到着トン数 | 発送トン数 | 到着トン数 | 発送トン数   | 到着トン数   | 出典   |
| ------ | ---------- | ---------- | ---------- | ---------- | ------------ | ------------ | ------ |
| 1990年 | 193,005    | 458,170    | 22,473     | 326,230    | 170,532      | 131,940      | [ 3 ]  |
| 1991年 | 198,858    | 388,232    | 30,776     | 193,753    | 168,082      | 194,479      | [ 4 ]  |
| 1992年 | 196,259    | 367,268    | 29,974     | 186,870    | 166,285      | 180,398      | [ 5 ]  |
| 1993年 | 184,388    | 326,377    | 28,269     | 169,163    | 156,119      | 157,214      | [ 6 ]  |
| 1994年 | 171,763    | 299,916    | 18,498     | 136,523    | 153,265      | 163,393      | [ 7 ]  |
| 1995年 | 162,236    | 250,899    | 12,229     | 87,744     | 150,007      | 163,155      | [ 8 ]  |
| 1996年 | 143,953    | 165,461    | 2,525      | 2,143      | 141,428      | 163,318      | [ 9 ]  |
| 1997年 | 143,329    | 161,103    | 2,884      | 1,401      | 140,445      | 159,702      | [ 10 ] |
| 1998年 | 134,298    | 151,691    | 2,320      | 1,595      | 131,978      | 150,096      | [ 11 ] |
| 1999年 | 111,081    | 132,841    | 2,024      | 8,800      | 109,057      | 124,041      | [ 12 ] |
| 2000年 | 1,450      | 319        | 1,450      | 319        |              |              | [ 13 ] |

## 隣の駅
東日本旅客鉄道（JR東日本）
総武本線 貨物支線（越中島支線）
新小岩操駅 - 小名木川駅 - 越中島貨物駅